# Исламская партия возрождения
Исламская партия возрождения — первая политическая организация мусульман России, существовавшая в 1990—1994 годах. Учредительный съезд прошёл в Астрахани, собрав около 250 делегатов и 100 гостей. Лидером был избран Ахмад-Кади Ахтаев. Вначале партия оформлялась как общесоюзная. На момент создания в ней насчитывалось 10 тысяч членов из всех республик тогдашнего СССР. В связи с распадом СССР республиканские структуры партии сделались самостоятельными.
В политической жизни страны участия не принимала, ограничив деятельность пропагандой ислама. В числе организаторов партии были Гейдар Джемаль и родоначальник дагестанского салафизма Багаутдин Кебедов, а также ставший впоследствии первым наибом амира Имарата Кавказ Супьян Абдуллаев.